# 천하무적 크래쉬비드맨
천하무적 크래쉬비드맨 (원제:폭주히트! 크래쉬비다맨(일본어: 爆球Hit! クラッシュビーダマン))은 2006년에 다카라 토미에서 만들어진 일본 애니메이션이다.

## 비드맨
강찬와 친구들
- 매그넘 이프리트(マグナムイフリート) → 저스티스 이프리트(ジャスティスイフリート) (파워 타입) (강찬(玉賀必人)(주인공)의 비드맨) (크래쉬 웨폰: 그레네이드 샷(グレネードショット) → 메가 그레네이드(メガグレネード))
- 브리츠 가루다(ブリッツガルーダ) → 마하 가루다(マッハガルーダ) (연사 타입) (로이(月野コン太)의 비드맨) (크래쉬 웨폰: 트리플 런처(トリプルランチャー) → 비트 런처(ビートランチャー))
- 발 타우로스(バルタウロス) → 어설트 타우로스(アサルトタウロス) (컨트롤 타입) (록키(真田銃兵衛)의 비드맨) (크래쉬 웨폰: 트리플 런처(トリプルランチャー) → 비트 런처(ビートランチャー))
- 슈트롬 그리폰(シュトロムグリフォン) (밸런스 타입) (칼마(神岡テルマ)(만화판에서는 쉐도우 그룹의 비더)의 비드맨) (크래쉬 웨폰: 와이드 캐넌(ワイドキャノン))
- 레이브 페가서스&셰이드 와이번(レイヴペガサス&シェイドワイバーン) → 이클립스 드래곤(エクリプスドラゴン)(샤이닝 페가서스(シャイニングペガサス) + 리플렉트 와이번(リフレクトワイバーン)) (파워X연사 타입) (카리스(蔵木コドウ)(쉐도우 그룹의 반역자)(만화판에서는 쉐도우 그룹의 비더)의 비드맨) (크래쉬 웨폰: 리로드 런처(リロードランチャー) → 하이브리드 캐넌(ハイブリッドキャノン))

쉐도우 그룹(西園寺コンツェルン) (악역)
- 이블 리바이오스(イーブルリヴァイオス) (연사 타입) (비토(岡大蔵)의 비드맨) (크래쉬 웨폰: 판처 파우스트(パンツァーファウスト))
- 아이언 오딘(アイアンオーディン) (컨트롤 타입) (가론(竹市伴平)의 비드맨) (크래쉬 웨폰: 트릭 캐넌(トリックキャノン))
- 엠퍼러 드래곤(エンペラードラゴン) (파워 타입) (헬맨(鬼田一機)의 비드맨) (〈코로코로 코믹 오리지널 비드맨 디자인 경연대회 (コロコロコミック オリジナルビーダマンデザインコンテスト)〉의 승리자)
- 얼티메이트 바함트(アルティメットバハムート) (퍼펙트 타입) (안토니(荒崎キョウスケ)의 비드맨) (크래쉬 웨폰: 하이브리드 캐넌(ハイブリッドキャノン)) (최종보스)

## 방송 회차
| 회차 | 부제                                              | 등장 비드맨                   | 일본 방송일      | 한국 방송일     |
| ---- | ------------------------------------------------- | ----------------------------- | ---------------- | --------------- |
| 1화  | 역경을 뚫고 나가라! (逆境を撃ちやぶれ!)           | 매그넘 이프리트 브리츠 가루다 | 2006년 1월 9일   | 2009년 1월 5일  |
| 2화  | 카리스의 등장 (コドウ現わる!)                     |                               | 2006년 1월 16일  | 2009년 1월 6일  |
| 3화  | 결투! 간판을 찾아라! (決闘!美吉道場)              | 발 타우로스                   | 2006년 1월 23일  | 2009년 1월 12일 |
| 4화  | 두 얼굴의 구슬전사 (ふたつの顔を持つビーダー)     | 슈트롬 그리폰                 | 2006년 1월 30일  | 2009년 1월 13일 |
| 5화  | 우리는 친구 (盗まれたビーダマン)                  |                               | 2006년 2월 6일   | 2009년 1월 19일 |
| 6화  | 한밤의 드럼통 대소동! (クラッシュ!ドラム缶バトル) |                               | 2006년 2월 20일  | 2009년 1월 20일 |
| 7화  | 위험한 배틀 (危うし!クラッシュバレット)           |                               | 2006년 2월 27일  | 2009년 2월 2일  |
| 8화  | 수상한 비드맨의 부활 (目覚めたビーダマン)         | 레이브 페가서스 셰이드 와이번 | 2006년 3월 6일   | 2009년 2월 3일  |
| 9화  | 개막! 비드크래쉬 대회 (決戦!B-1クラッシュカップ)  |                               | 2006년 3월 13일  | 2009년 2월 9일  |
| 10화 | 파도를 뚫고 쏴라! (一発必中!海のビー魂)           |                               | 2006년 3월 20일  | 2009년 2월 10일 |
| 11화 | 얼음 위의 격투! (激闘!氷上クラッシュバトル)       |                               | 2006년 3월 27일  | 2009년 2월 16일 |
| 12화 | 카리스의 차가운 비드영혼 (冷徹!コドウのビー魂)    |                               | 2006년 4월 3일   | 2009년 2월 17일 |
| 13화 | 질 수 없는 싸움, 로이의 약속 (準決勝!誓いの一撃)  |                               | 2006년 4월 10일  | 2009년 2월 23일 |
| 14화 | 결승전! 카리스 VS 강찬 (決勝!必人VSコドウ)        |                               | 2006년 4월 17일  | 2009년 2월 24일 |
| 15화 | 위험천만! 자동차 배틀 (破壊王!岡大蔵!!)           | 이블 리바이오스               | 2006년 4월 24일  | 2009년 3월 2일  |
| 16화 | 우정과 질투 (必人への挑戦状!)                     |                               | 2006년 5월 1일   | 2009년 3월 3일  |
| 17화 | 어둠의 사천왕 (悪の四天王)                        |                               | 2006년 5월 8일   | 2009년 3월 9일  |
| 18화 | 납치된 공박사 (美しきオーディンの罠)              | 아이언 오딘                   | 2006년 5월 15일  | 2009년 3월 10일 |
| 19화 | 여행의 시작 (プリンセス・ダラミ)                  |                               | 2006년 5월 22일  | 2009년 3월 16일 |
| 20화 | 록키의 분노 (怒れ!涙の銃兵衛)                     |                               | 2006년 5월 29일  | 2009년 3월 17일 |
| 21화 | 배신당한 우정 (破壊の塔)                          |                               | 2006년 6월 5일   | 2009년 3월 23일 |
| 22화 | 다이아몬드를 찾아라! (天使と悪魔とプリンセス)     |                               | 2006년 6월 12일  | 2009년 3월 24일 |
| 23화 | 다크 리자드의 함정 (ダークリザードの尻尾)         |                               | 2006년 6월 19일  | 2009년 3월 30일 |
| 24화 | 매그넘 이프리트의 최후 (消えた炎)                 |                               | 2006년 6월 26일  | 2009년 3월 31일 |
| 25화 | 되살아난 불꽃 (炎の再会)                          | 저스티스 이프리트             | 2006년 7월 3일   | 2009년 4월 6일  |
| 26화 | 무너진 비밀공장 (ぶちぬけ!爆風の壁)               |                               | 2006년 7월 10일  | 2009년 4월 7일  |
| 27화 | 지옥계곡의 로이 (地獄谷のコン太)                  | 마하 가루다                   | 2006년 7월 17일  | 2009년 4월 13일 |
| 28화 | 잡혀간 아빠 (巨大な悪の影)                        |                               | 2006년 7월 24일  | 2009년 4월 14일 |
| 29화 | 얼음바다 표류기 (流氷原を撃ち破れ!)               |                               | 2006년 7월 31일  | 2009년 4월 20일 |
| 30화 | 새로운 인연, 조의 등장! (二人のJ!それも運命)      |                               | 2006년 8월 7일   | 2009년 4월 21일 |
| 31화 | 록키의 새 비드맨 (氷の森のバトル)                 | 어설트 타우로스               | 2006년 8월 14일  | 2009년 4월 27일 |
| 32화 | 무시무시한 음모 (闇組織の陰謀)                    |                               | 2006년 8월 21일  | 2009년 4월 28일 |
| 33화 | 공포의 비드맨 대회 (恐怖のビーダー狩り)           |                               | 2006년 8월 28일  | 2009년 5월 4일  |
| 34화 | 의미없는 싸움 (撃て!必人!!)                       |                               | 2006년 9월 4일   | 2009년 5월 11일 |
| 35화 | 목숨을 건 대결 (虚空の勝利!)                      | 이클립스 드래곤               | 2006년 9월 11일  | 2009년 5월 12일 |
| 36화 | 일곱 명의 구슬전사! (七人のビーダー!その謎)       |                               | 2006년 9월 18일  | 2009년 5월 18일 |
| 37화 | 지옥섬의 비드맨 축제 (獄門島の怪人)               |                               | 2006년 9월 25일  | 2009년 5월 19일 |
| 38화 | 되살아난 비행기 (動き出した墓標)                  | 엠퍼러 드래곤                 | 2006년 10월 2일  | 2009년 5월 25일 |
| 39화 | 악마의 대반격! (悪魔の大反撃!)                    |                               | 2006년 10월 9일  | 2009년 5월 26일 |
| 40화 | 대결! 헬멘 (対決!鬼田一機)                        | 얼티메이트 바함트             | 2006년 10월 16일 | 2009년 6월 1일  |
| 41화 | 전쟁병기를 부숴라! (戦争兵器を壊せ!)              |                               | 2006년 10월 23일 | 2009년 6월 2일  |
| 42화 | 배신의 전야제 (裏切りの前夜祭)                    |                               | 2006년 10월 30일 | 2009년 6월 8일  |
| 43화 | 혼전! 배틀 파크 (混戦!バトルパーク)               |                               | 2006년 11월 6일  | 2009년 6월 9일  |
| 44화 | 결전의 땅으로! (決戦の地へ!)                      |                               | 2006년 11월 13일 | 2009년 6월 15일 |
| 45화 | 거대 비드맨을 쏴라! (アイランド攻防戦)            |                               | 2006년 11월 20일 | 2009년 6월 16일 |
| 46화 | 월광에 춤추는 악을 쏴라! (月光に舞う悪を撃て!)    |                               | 2006년 11월 27일 | 2009년 6월 22일 |
| 47화 | 칼마의 빛남 (テルマの輝き)                        |                               | 2006년 12월 4일  | 2009년 6월 23일 |
| 48화 | 잃어버린 빛 (失われた光)                          |                               | 2006년 12월 11일 | 2009년 6월 29일 |
| 49화 | 타메르 다리를 건너라! (アイランドの長い橋)        |                               | 2006년 12월 18일 | 2009년 6월 30일 |
| 50화 | 뜨거운 비드영혼으로 쏴라! (撃て!熱きビー魂!!)     |                               | 2006년 12월 25일 | 2009년 7월 6일  |